# Середній танк

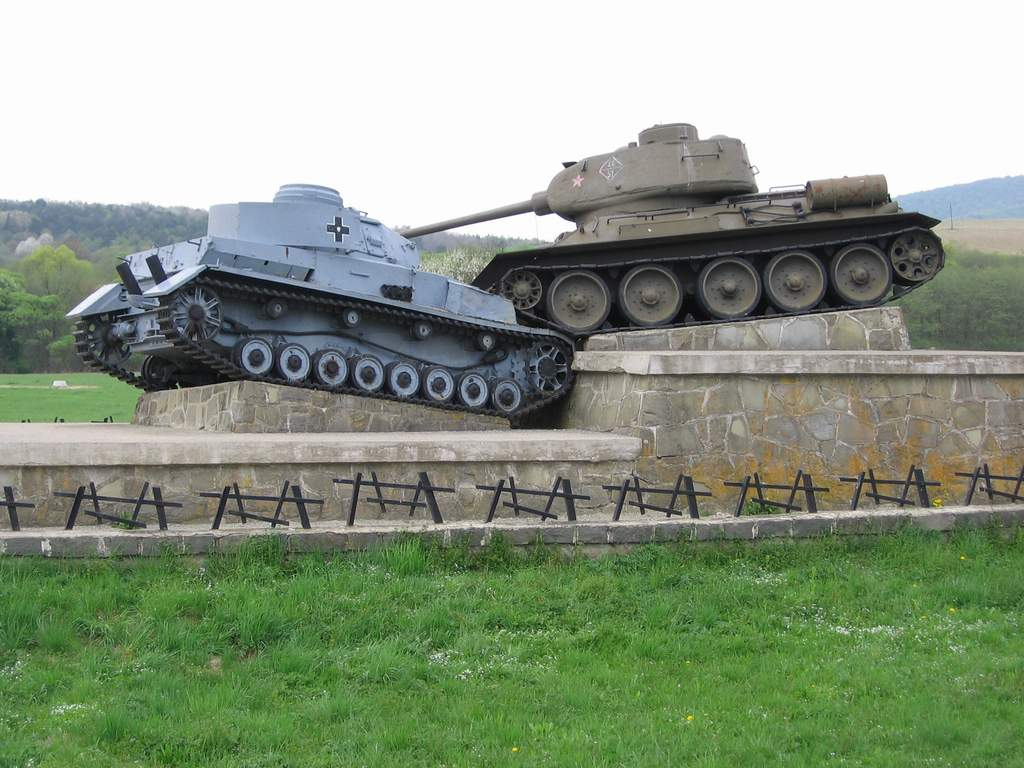
Пам'ятник на місці боїв за перевал Дукля в ході Східно-Карпатської операції. Протистояння середніх танків: німецького Panzer IV чехословацької післявоєнної модернізації та радянського Т-34-85 післявоєнного випуску

Середній танк — танк багатоцільового призначення, що за деякими класифікаціями танків, котра існувала з 1920-х — 1930-х років визначався як — бойова броньована машина, що перевершує за масою легкий танк, але поступається важкому. Крім помірної маси, характеризувався раціональним поєднанням основних бойових властивостей. З 1970-х років збройні сили провідних країн світу перейшли на класифікацію основний бойовий танк.

## Визначення середніх танків
Відповідно до радянської системи класифікації до середніх танків належали танки, які мали бойову масу до 30 т (пізніше до 40 т) та озброєні гарматою великого калібру і кулеметами. Середні танки призначалися для посилення піхоти при прориві сильно укріпленої оборонної смуги противника. До середніх танків належали Т-28, Т-34, Т-44, Т-111, Т-54, Т-55, Т-62, M4 Sherman, Panzer IV та інші.
Танк Panzer III, який радянська історіографія відносить до середнього від початку випуску можна вважати середнім з великою натяжкою, бо ранні моделі мали масу меншу ніж 20 тонн і гармату явно невеликого калібру 37-мм, а пізні моделі перетнули межу 20 тонн лише завдяки простому навішуванню додаткових бронелистів, сама ж машина залишилась практично без змін, що істотно впливало на швидкість, маневровість і інші показники, аналогічно, гармату калібру 50-мм не можна вважати гарматою великого калібру. Танк Panzer IV теж по масі перейшов межу 20 тонн лише в серії «Е», а гармата хоча і була великого (75-мм) калібру, проте вона була короткоствольною, що значно знижує важливість танку при боротьбі з іншими танками, через недостатню бронепробивність.